# 5 mars dans les chemins de fer
5 février 5 avril
Chronologies thématiques
- Croisades
- Sports
- Disney

Cette page concerne les événements qui se sont déroulés un 5 mars dans les chemins de fer.

## Événements

### XIXesiècle
- 1839 – Angleterre : Bristol and Exeter Railway (en) adopte l'écartement des rails de 7 pieds (2,1336 m) ;
- 1872 – États-Unis : George Westinghouse reçoit un brevet pour le frein à air Westinghouse.

### XXesiècle
- 1974 – France : décision du gouvernement Pierre Messmer de construire une ligne à grande vitesse entre Paris et Lyon.

### XXIesiècle
- 2009 – Laos et Thaïlande : le pont de l'amitié lao-thaïlandaise ouvre officiellement pour le trafic ferroviaire ;
- 2011 – Japon : les rames Shinkansen série E5 rencontrent pour la première fois les trains Hayabusa entre Tokyo et Shin-Aomori (Japon), allant initialement au maximum à 300 km/h.

## Décès
- 1948 – H. P. M. Beames (en).